# Зоринівка (станція)
Зоринівка — залізнична станція на 885 кілометрі залізниці Москва — Воронеж — Ростов-на-Дону, що відноситься до Лискинського регіону Південно-Східної залізниці, але розташована на території села Зоринівка Міловського району Луганської області України. Територією України проходить дільниця від Гартмашівки (863 км) до Чертково (900 км), не пов'язана із залізничною мережею України. Земля під залізничною станцією орендується у України, на ній працювали 23 мешканця села Зоринівка.
На станції формально були дозволені комерційні операції: продаж квитків на пасажирські поїзди, прийом-видача вагонних відправок (під'їзні колії), проте пасажирські поїзди тут зупинок не здійснювали через відсутність пункту прикордонного контролю.
Маршрут електропоїздів Південно-Східної залізниці, що раніше прямували через Зоринівку до Чертково, станом на середину 2010-х років було скорочено до станції Гартмашівка, розташованої на російській території.
Задля запобігання можливих проблем з транзитом українською територією було прийнято рішення будівництва обходу завдовжки 137 км між станціями примикання Журавка (Південно-Східна залізниця) і Міллерово (Північно-Кавказька залізниця).
2015 року силами залізничних військ Росії і службами залізниці будівництво було розпочато. Роботи по будівництву залізничного обходу були завершені у серпні 2017 року.
20 вересня 2017 року новою лінією почали курсувати вантажні поїзди. З 11 грудня 2017 року на нову лінію переведено і усі пасажирські поїзди. Лише 12 грудня 2017 року дільницею Чертково — Гартмашівка прослідував останній поїзд далекого сполучення № 97 Тинда — Кисловодськ. Поїзд прослідував станцію Чертково о 12:51 МСК. Віднині дільниця Чертково — Гартмашівка була остаточно закрита.
У березні 2018 року розпочато демонтаж дільниці Гартмашівка (виключно) — Чертково (виключно).